# Região Norte (Portugalia)
Região Norte („Regiunea Nordică“) este o regiune a Portugaliei. Ea cuprinde în întregime districtele Viana do Castelo, Porto, Vila Real, Bragança și Braga precum și părți din districtele Aveiro, Viseu și Guarda.
Regiunea vecină în sud este Região Centro. În nord și est se învecinează cu Spania. În vestul regiunii se află Oceanul Atlantic.
Suprafața Região Norte cuprinde 21.278 km², 23,83 % din Portugalia. Regiunea are o populație de 3,864 milioane (2010; 37,74 % din Portugalia). 
Regiunea are 8 subdiviziuni:
- Alto Trás-os-Montes
- Ave
- Cávado
- Douro
- Entre Douro e Vouga
- Grande Porto
- Minho-Lima
- Tâmega

În Região Norte există 86 de localități.

## Localități importante
(Recensământ 2001)
| Localități            | Locuitori |
| --------------------- | --------- |
| Porto                 | 262.928   |
| Braga                 | 170.978   |
| Vila Nova de Gaia     | 69.167    |
| Rio Tinto             | 47.394    |
| Guimarães             | 38.265    |
| Ermesinde             | 38.050    |
| Maia                  | 32.640    |
| Matosinhos            | 28.361    |
| Póvoa de Varzim       | 27.613    |
| Senhora da Hora       | 26.202    |
| Gondomar              | 25.649    |
| Vila do Conde         | 25.545    |
| Águas Santas          | 25.137    |
| São Mamede de Infesta | 23.504    |
| Canidelo              | 23.472    |
| Oliveira do Douro     | 23.336    |
| Fânzeres              | 21.873    |
| São João da Madeira   | 21.022    |
| Trofa                 | 20.605    |
| Bragança              | 19.885    |

## Economie
În 2006 consumul individual și PIB pe cap de locuitor era de 60,5 % din media EU-27. Rata șomajului în anul 2005 bei 8,8 %.

## Galerie de imagini

Regiunea Nordică (Portugalia)
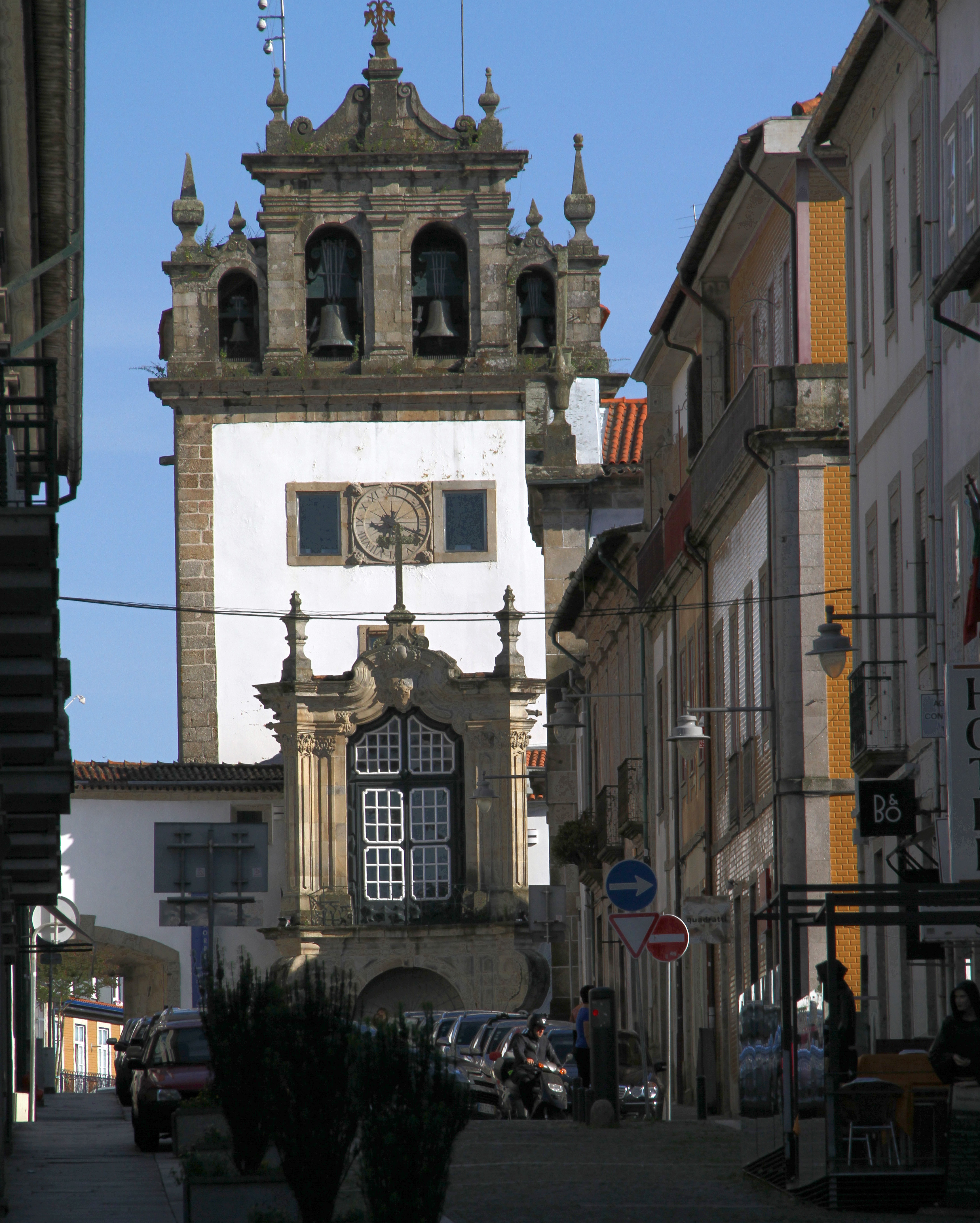
Braga
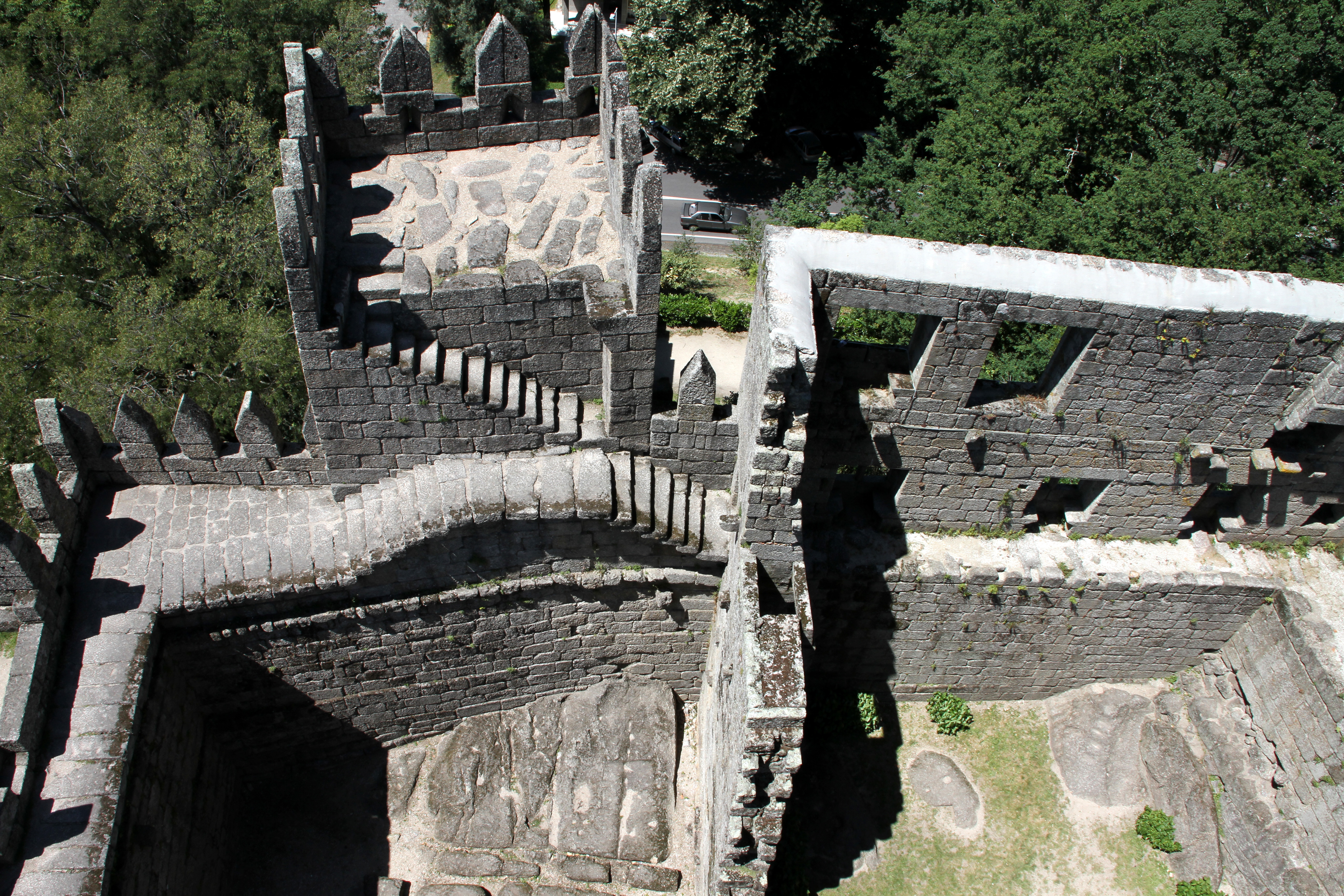
Guimarães
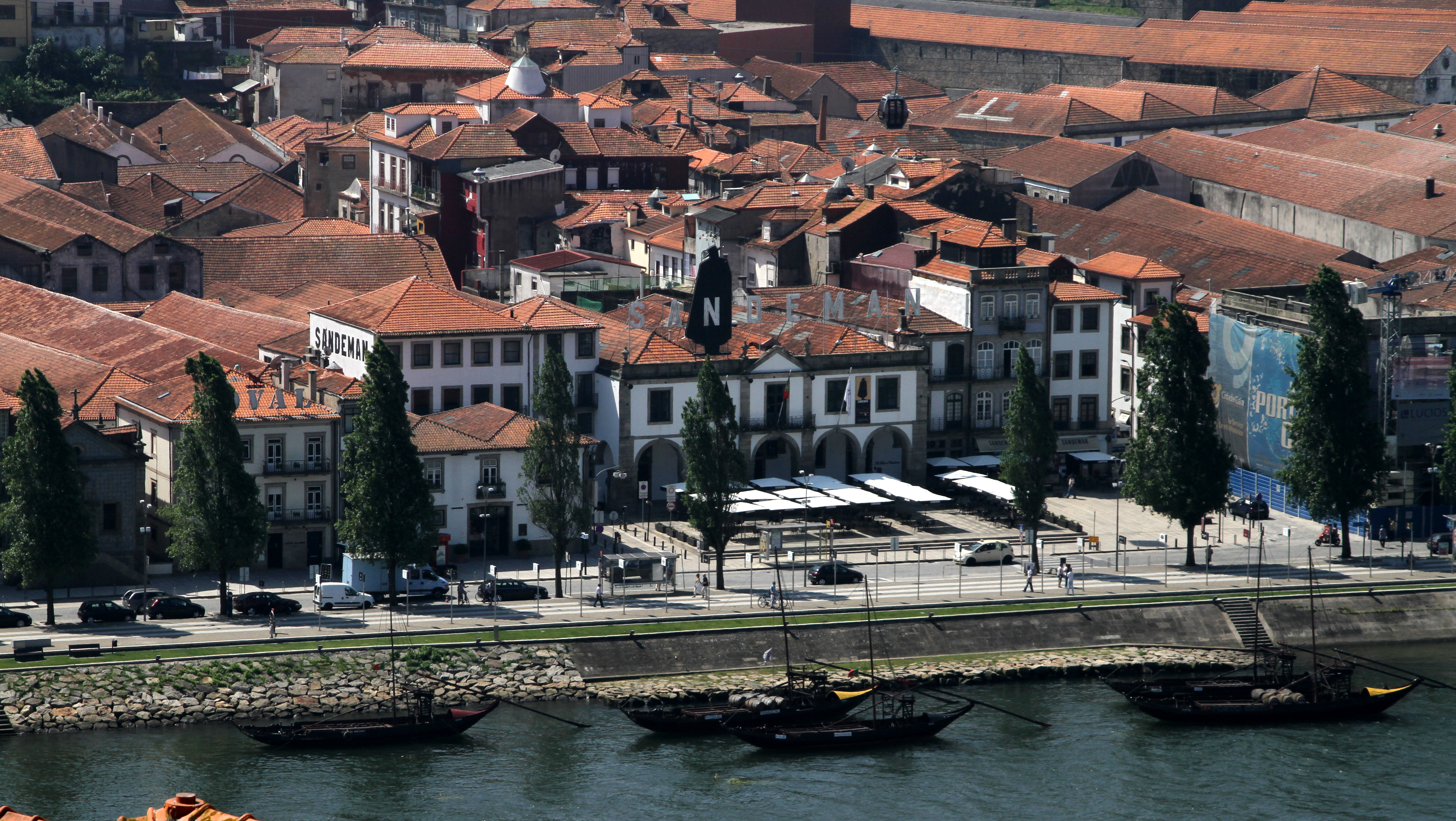
Porto
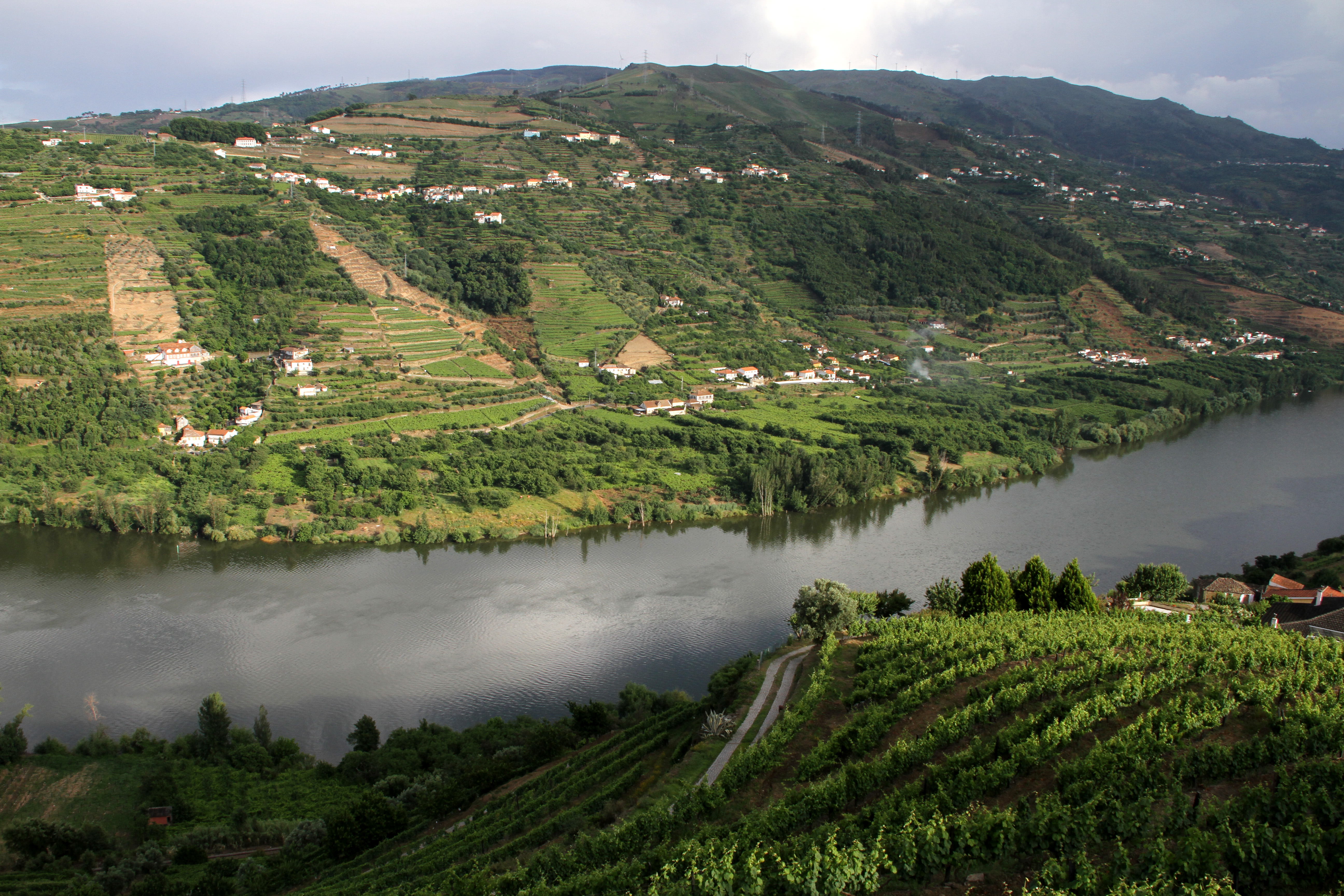
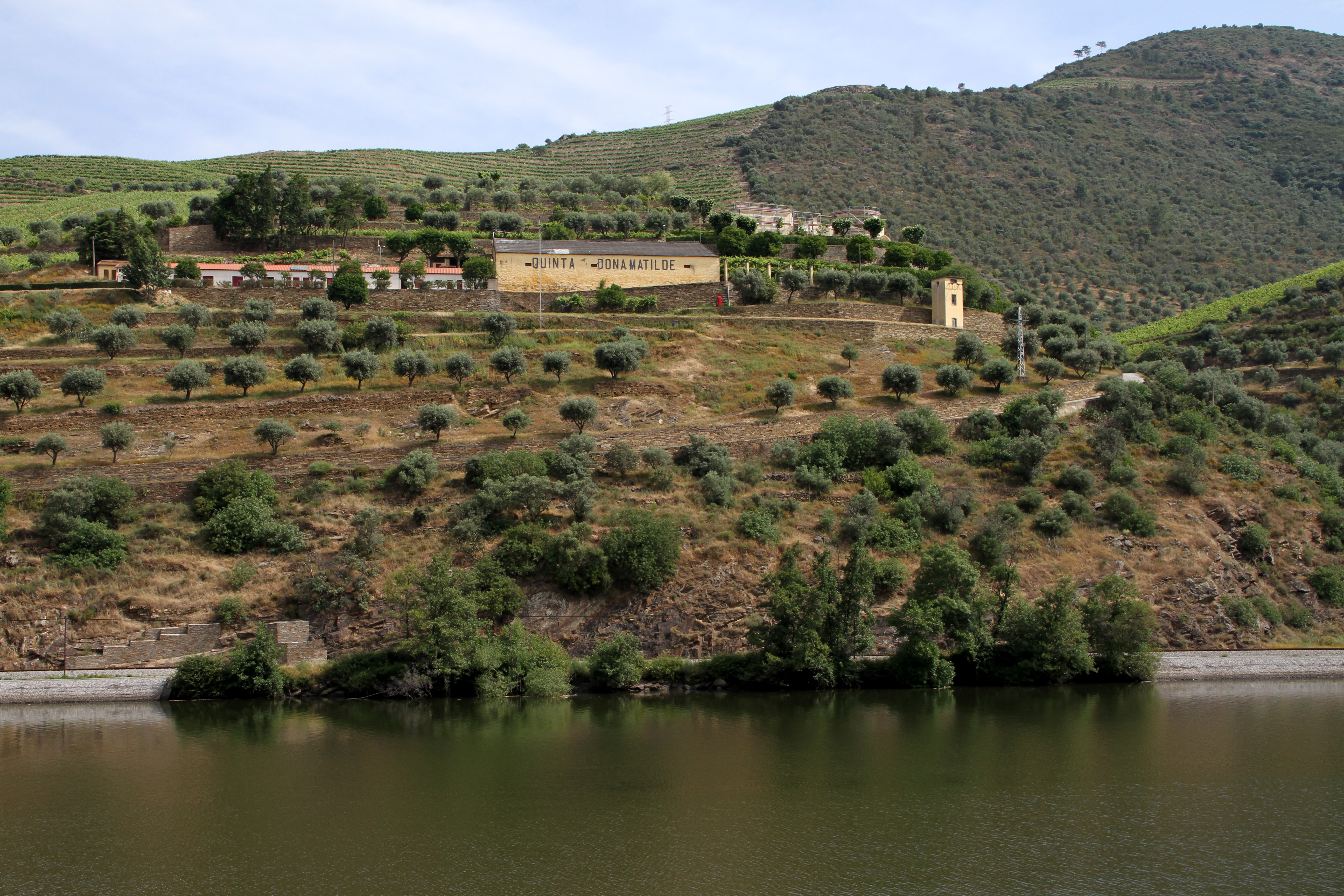
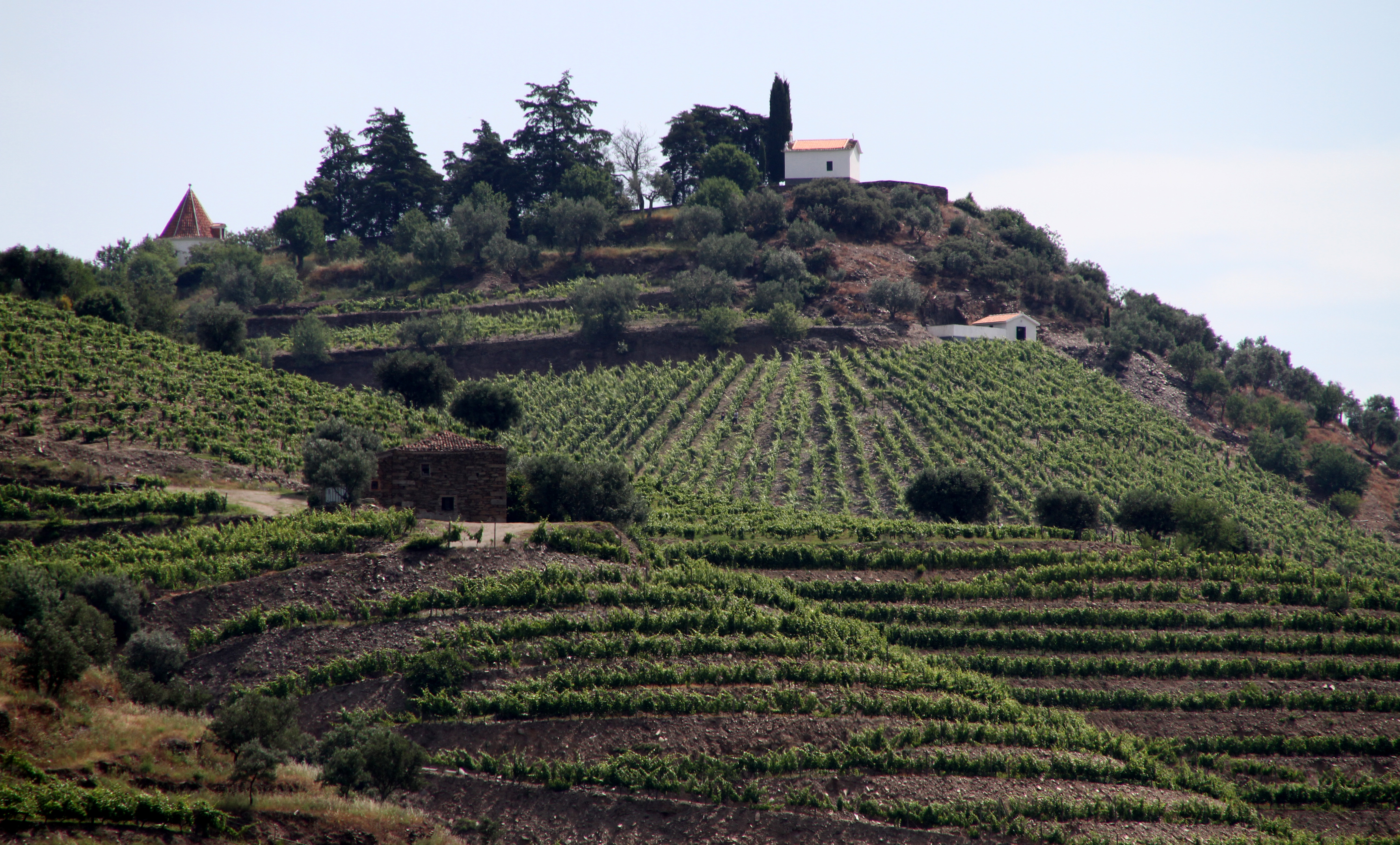
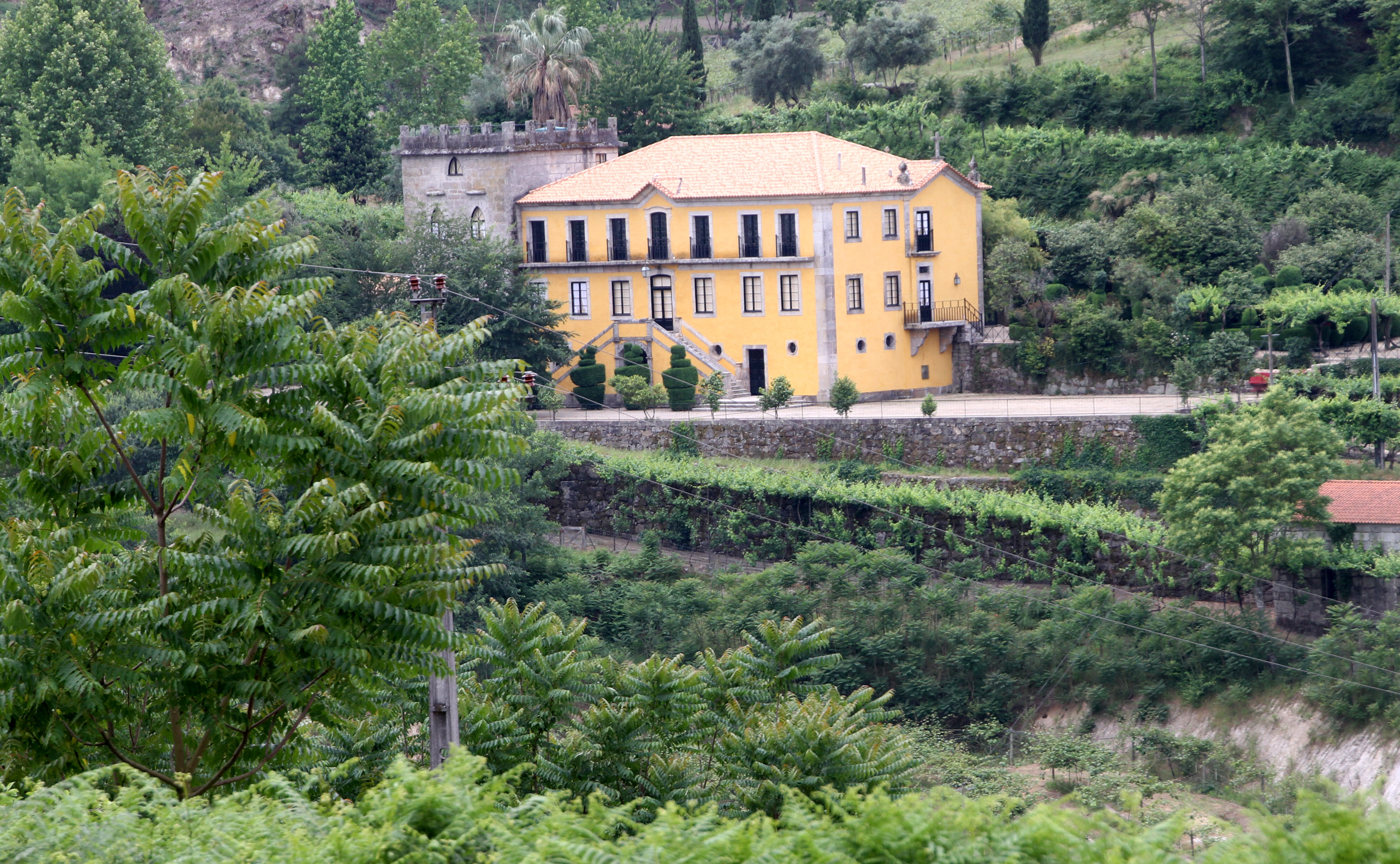
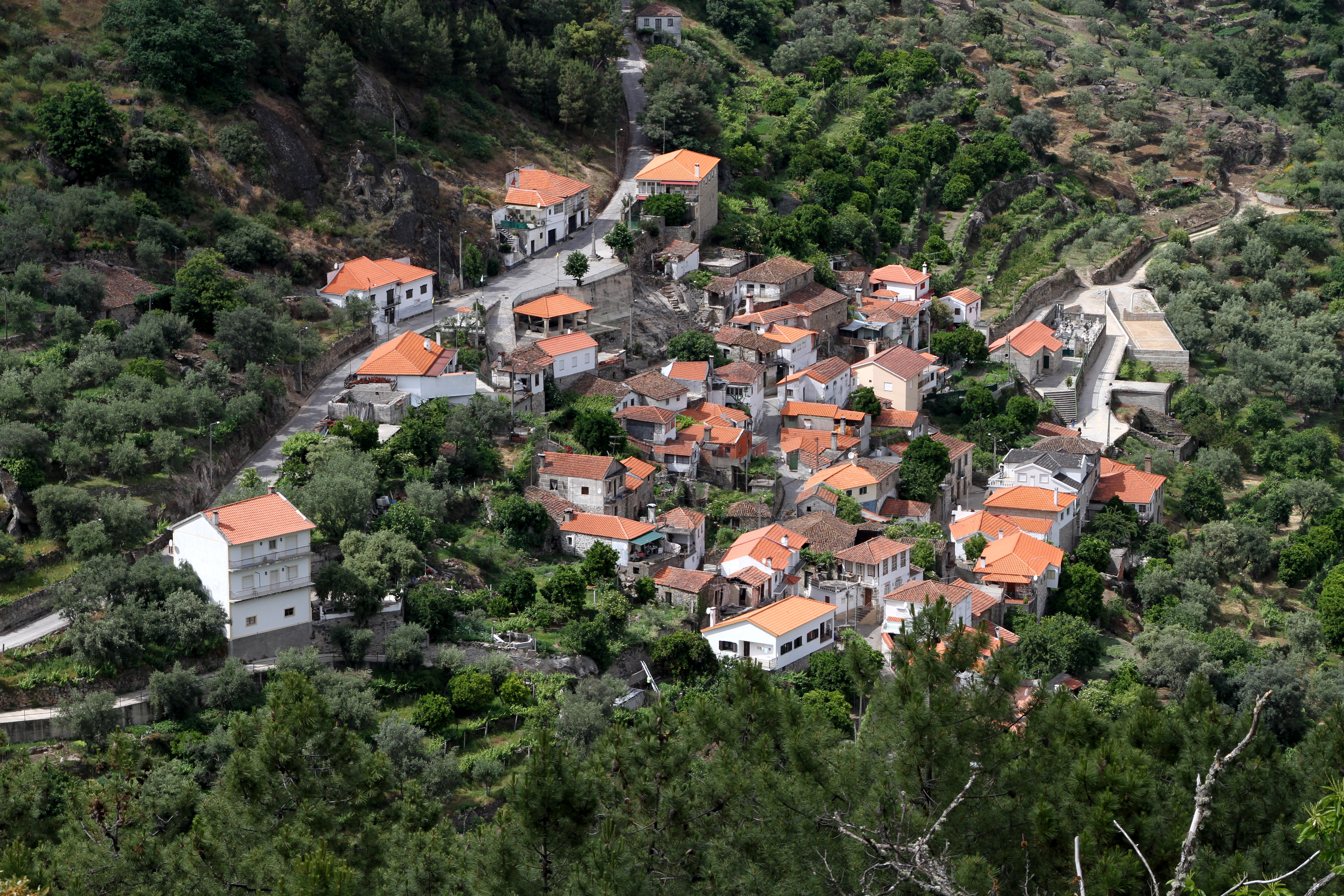
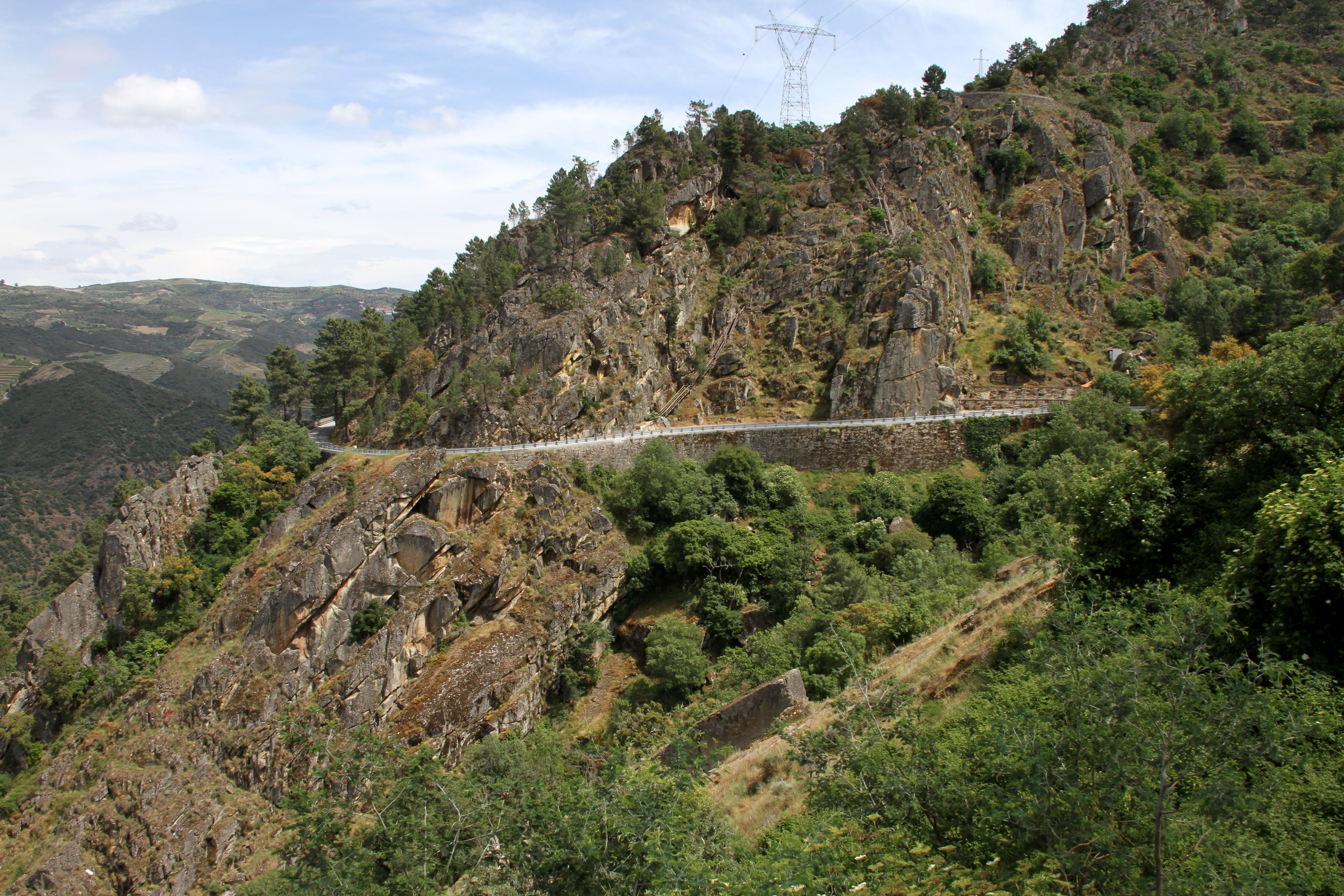
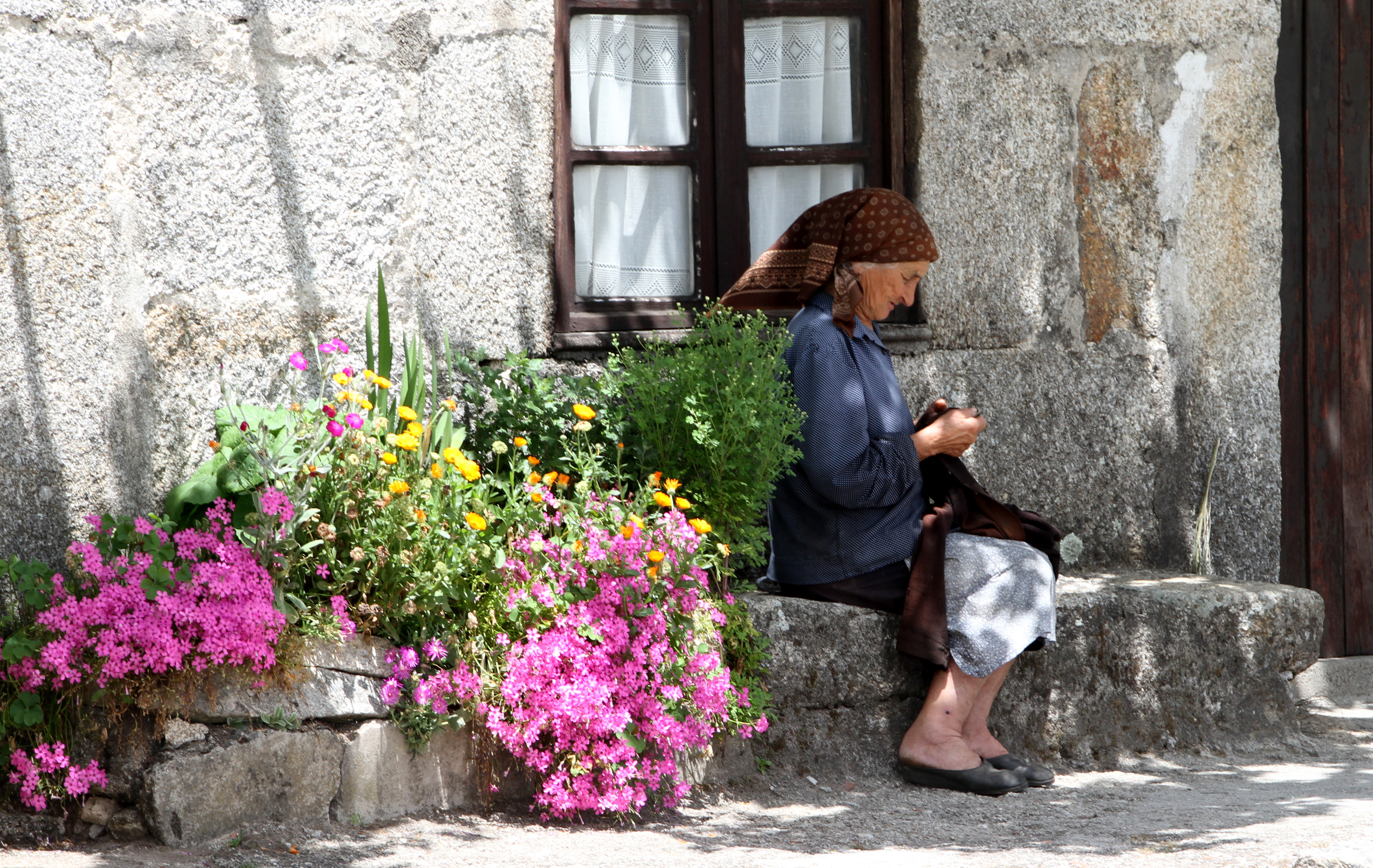
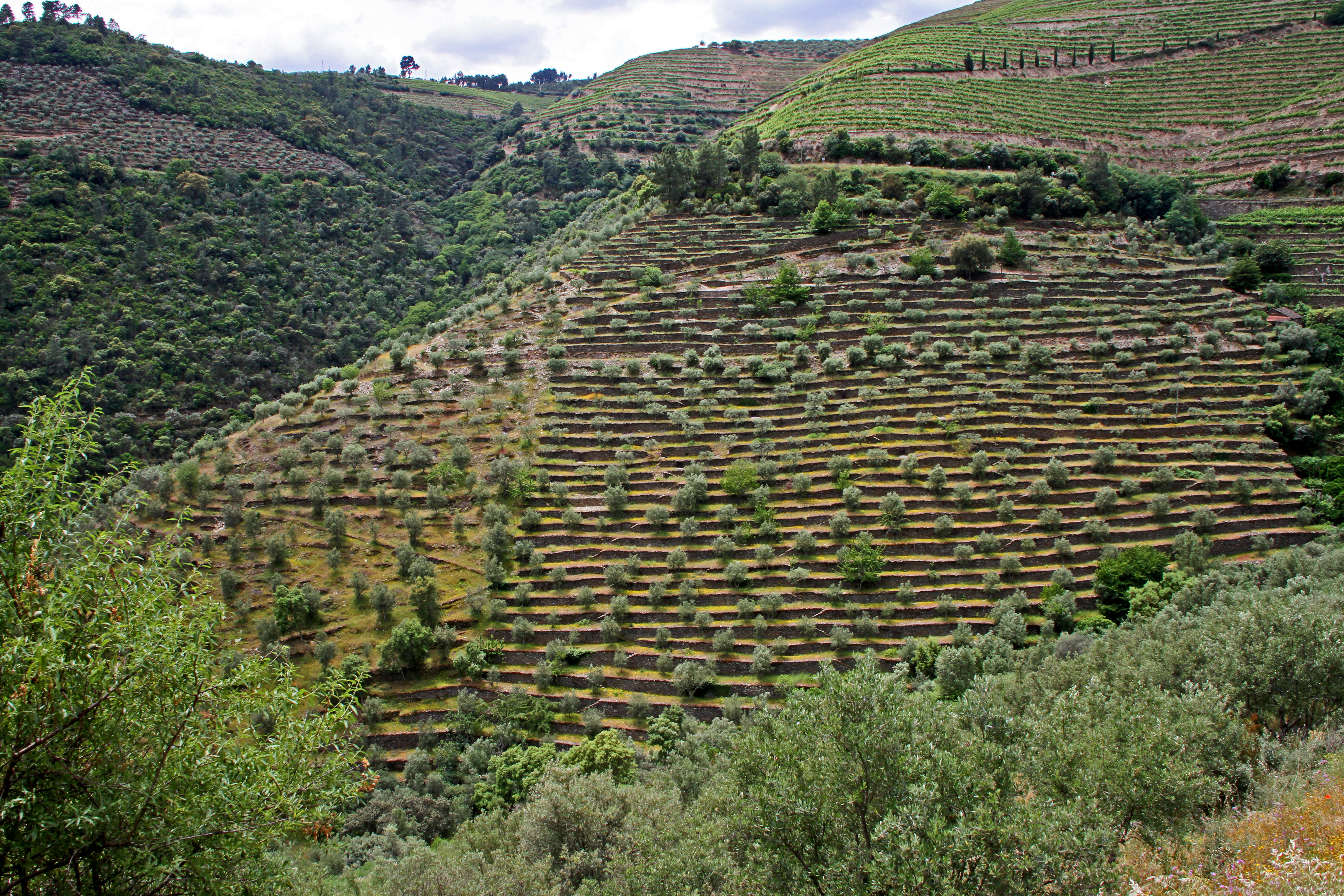